# Mesoniscus calcivagus
Mesoniscus calcivagus is een pissebed uit de familie Meoniscidae. De wetenschappelijke naam van de soort is voor het eerst geldig gepubliceerd in 1914 door Verhoeff.